# 駅馬車からバファロー大隊まで
『駅馬車からバファロー大隊まで (西部劇映画主題歌集)』(Western Movie Hit Songs) は、ジミー時田とマウンテン・プレイボーイズのアルバム。1960年10月4-5日、文京公会堂にて録音された。
本作がジミー時田とマウンテン・プレイボーイズの単独名義ではデビュー・アルバム。本作より、時田はキングレコードの専属アーティストとなる。次作『幌馬車は西へ (続・西部劇映画主題歌集)』と対をなす、ウェスタン主題歌集である。

## 収録曲
Side 1
1. OK牧場の決闘 - Gunfight at the O.K. Corral (映画『OK牧場の決闘』主題歌)
2. 帰らざる河 - The River of No Return (映画『帰らざる河』主題歌)
3. 駅馬車 - Stagecoach (映画『駅馬車』主題歌)
4. デヴィー・クロケットの歌 - Ballad of Davy Crockett (映画『鹿革服の男』主題歌)
5. ハイ・ヌーン - High Noon (映画『真昼の決闘』主題歌)

Side 2
1. キャプテン・バファロー - Captain Buffalo (映画『バファロー大隊』主題歌)
2. いとしのクレメンタイン - Clementine (映画『荒野の決闘』主題歌)
3. 遥かなる山の呼び声 - The Call of Far-Away (映画『シェーン』主題歌)
4. テキサスの黄色いバラ - The Yellow Rose of Texas (映画『拳銃稼業』主題歌)
5. ジャニー・ギター - Johnny Guitar (映画『大砂塵』主題歌)

## パーソネル
ジミー時田とマウンテン・プレイボーイズ - Jimmie Tokita And His Mountain Playboys
- ジミー時田 (ヴォーカル、ギター)
- 碇矢長一 (ベース)
- 藤井三雄 (スティール・ギター)
- 寺内タケシ (エレクトリック・ギター)
- 吉田一男 (マンドリン)
- 宮城久弥 (フィドル)

## 備考
- 『西部劇主題歌のすべて』(1962年発売)は、本作と次作『幌馬車は西へ (続・西部劇映画主題歌集)』のコンピレーション盤。
- 『これが西部劇主題歌である(その1)』(1971年発売)は、本作の再発盤。